# Casper Terho
Casper Terho, né le 24 juin 2003 à Helsinki en Finlande, est un footballeur finlandais qui joue au poste d'ailier à l'OH Louvain.

## Biographie

### Carrière en club
Casper Terho fait ses débuts professionnels avec le HJK Helsinki en août 2020, entrant en jeu lors d'une victoire 2-0 à domicile contre le Seinäjoen Jalkapallokerho en Veikkausliiga,. Il dispute quelques autres matchs en fin de saison, alors que son équipe remporte le championnat finlandais 2020,.
Étant déjà considéré comme l'un des espoirs les plus brillants de l'académie des champions en titre, il marque son premier but le 24 avril 2021, pour ses débuts dans la saison 2021 du championnat, lors d'une victoire 4-2 à domicile contre le FC Honka. Dès le mois suivant, il devient un titulaire régulier avec le HJK Helsinki, marquant notamment un autre but contre le FC Ilves, alors qu'il n'a encore que 17 ans,.

### Carrière en sélection
Terho est international finlandais en équipes de jeunes, prenant notamment part aux qualifications à l'Euro 2020 des moins de 17 ans, où la Finlande domine sa poule — face à la République tchèque, la Bosnie-Herzégovine et la Moldavie — bien que la phase finale du tournoi soit finalement annulée en raison de la pandémie de covid.

## Palmarès
|  |  | HJK Helsinki - Championnat de Finlande (2) : - Champion en 2020 et 2021. |  | Union Saint-Gilloise - Championnat de Belgique : - Vice-champion : 2024 - Coupe de Belgique (1) : - Vainqueur : 2024 - Supercoupe de Belgique (1) : - Vainqueur : 2024 |